# Apospasta kennedyi
Apospasta kennedyi là một loài bướm đêm trong họ Noctuidae.